# یواس‌اس راپیدان (ای‌او-۱۸)
یواس‌اس راپیدان (ای‌او-۱۸) (به انگلیسی: USS Rapidan (AO-18)) یک کشتی بود که طول آن ۴۷۷ فوت (۱۴۵ متر) بود. این کشتی در سال ۱۹۱۹ ساخته شد.